# سيدني روبنسون (منافس ألعاب قوى)
سيدني روبنسون (بالإنجليزية: Sidney Robinson)‏ (و. 1876 – 1959 م) هو منافس ألعاب قوى بريطاني، ولد في نورث مابتونشير، شارك في الألعاب الأولمبية الصيفية 1900، توفي عن عمر يناهز 83 عاماً.

## روابط خارجية
- سيدني روبنسون على موقع أوليمبيديا (الإنجليزية)
- سيدني روبنسون على موقع اللجنة الأولمبية البريطانية (الإنجليزية)